# Bâtard
Der Bâtard ist ein kleiner Fluss im Osten von Frankreich, der im Département Haute-Saône der Region Bourgogne-Franche-Comté nordöstlich der Stadt Vesoul verläuft.

## Geografie

### Verlauf
Der Bâtard entspringt im südwestlichen Gemeindegebiet von La Villedieu-en-Fontenette im Waldgebiet Bois de Lauxon, entwässert generell Richtung Süden und mündet nach rund 15 Kilometern im Gemeindegebiet von Coulevon als rechter Nebenfluss in den Durgeon.

### Durchquerte Gemeinden
(Reihenfolge in Fließrichtung)
- La Villedieu-en-Fontenette
- Équevilley
- Neurey-en-Vaux
- Le Val-Saint-Éloi
- Breurey-lès-Faverney
- Flagy
- Auxon
- Pusy-et-Épenoux
- Villeparois
- Coulevon